# Indische Zeremonial- und Streitaxt
Die Indische Zeremonial- und Streitaxt  ist eine Waffe sowie ein zeremonieller Gegenstand aus Indien.

## Beschreibung
Die Indische Zeremonial- und Streitaxt hat eine halbmondförmige, einschneidige Klinge. Die Klingen sind glatt und je nach Version und Verwendungszweck mehr oder weniger verziert. Der Schaft besteht in der Regel aus Metall. Der Knauf ist meist kugel- oder kegelförmig gestaltet. Bei manchen Versionen der Streitaxt ist im hohlen Schaft ein verborgener Dolch angebracht. Es gibt viele Versionen dieser Axt, die sowohl für den Kampfeinsatz als auch für zeremonielle Zwecke, wie Paraden und Wachdienst, benutzt wurden. Diese Äxte wurden von Kriegerkasten in Indien benutzt.